# نیزه (فیلم ۲۰۰۷)
نیزه (به تامیلی: Vel) و (به انگلیسی: Spear) فیلمی هندی محصول سال ۲۰۰۷ و به کارگردانی هاری است. در این فیلم بازیگرانی همچون سوریا، آسین، وادیولو، کالاباوان مانی، نثار، لاکشمی، سارانیا پونوانان، آمبیکا، آیشواریا باسکران، دوادارشینی، چامس و سیواجی گانسان ایفای نقش کرده‌اند.